# Křížová výprava roku 1129
Křížová výprava roku 1129 nebo případně také Damašská křížová výprava jsou možné označení pro společné vojenské tažení křižáckých států v Levantě (Jeruzaléma, Antiochie, Tripolisu a Edessy s posilami křižáků z Evropy) proti Damašskému emirátu Búríjovců (oblasti dnešní Sýrie a Jordánska). Vojenské tažení bylo výsledkem iniciativy jeruzalémského krále Balduina II., nesplnilo však vytyčeného cíle, tím zajisté bylo dobytí Damašku. Emirát se nicméně stal poplatným státem křižáků.

Levanta v roce 1135